# (200255) Weigle
(200255) Weigle es un asteroide perteneciente al cinturón de asteroides, descubierto el 10 de noviembre de 1999 por Marc Buie desde el Observatorio Nacional de Kitt Peak, Arizona, Estados Unidos.

## Designación y nombre
Designado provisionalmente como 1999 VT204. Fue nombrado por Gerald Edwin Weigle II (n. 1970) quien fue el ingeniero jefe del instrumento Ralph de la misión New Horizons a Plutón.

## Características orbitales
(200255) Weigle está situado a una distancia media del Sol de 2.650 UA, pudiendo alejarse hasta 3.007 UA y acercarse hasta 2.292 UA. Su excentricidad es 0.134 y la inclinación orbital 1.320 grados. Emplea 1575.89 días en completar una órbita alrededor del Sol.

## Características físicas
La magnitud absoluta de (200255) Weigle es 17.3.